# Малая Мота
Малая Мота — река в России, протекает по Республике Коми. Устье реки находится в 5 км по левому берегу реки Мота. Длина реки составляет 42 км.
Притоки реки: Нижняя Рассоха, Средняя Рассоха.

## Данные водного реестра
По данным государственного водного реестра России относится к Двинско-Печорскому бассейновому округу, водохозяйственный участок реки — Печора от водомерного поста Усть-Цильма и до устья, речной подбассейн реки — бассейны притоков Печоры ниже впадения Усы. Речной бассейн реки — Печора.
Код объекта в государственном водном реестре — 03050300212103000079226.